# Lycée de Krzemieniec
 (novembre 2019).
Le lycée de Krzemieniec, aussi appelé l'« Athènes de Volhynie », est un établissement scolaire polonais prestigieux à Krzemieniec (aujourd'hui en Ukraine), qui exista entre 1805 et 1831, puis de 1922-1939.

## Historique
Le lycée est fondé par Hugo Kołłątaj et Tadeusz Czacki, qui, au début du XIXe siècle, était directeur des districts scolaires de Volhynie, Podolie et Kiev. 
Le lycée était situé dans les bâtiments d'un ancien collège jésuite (pl), bâti par Paolo Fontana (it), et d'un palais de la famille Wiśniowiecki. Il servait de centre éducatif pour la partie sud-est de l'ancien République des Deux Nations  Il offrait un enseignement allant du primaire au secondaire.
Czacki a choisi Krzemieniec car, situé près de la frontière russo-autrichienne, il pouvait attirer des étudiants de la  Galicie (Empire d'Autriche). Il aurait préféré le site de Łuck, mais la présence d’une garnison de l’armée russe était considérée comme indésirable. Krzemieniec offrait également un avantage majeur par rapport aux villes voisines telles que Dubno et Żytomierz : l’immense complexe constitué par les anciens bâtiments de l’école jésuite.

### 1805-1831
À l'origine, l'école s'appelle Gimnazjum Wołyńskie (Gymnase de Volhynie) En 1819, le nom est changé en Liceum Krzemienieckie. Au sein de son corps enseignant il y a des personnalités telles que Joachim Lelewel,  Antoni Andrzejowski, Józef Korzeniowski et Euzebiusz Słowacki (le père du poète Juliusz Słowacki). Il n'y avait qu'un seul enseignant étranger, le botaniste autrichien Willibald Besser. L'enseignement se fait en polonais. Cependant des juifs et des Ukrainiens  étaient nombreux parmi les étudiants.
L'école est fière de sa bibliothèque, don du dernier roi de Pologne Stanisław August Poniatowski et qui comprend 34 388 livres, cartes et manuscrits, dont certains très rares. L'école offre un vaste programme éducatif visant non seulement à l'enseignement formel, mais également au développement intellectuel général des élèves. De nombreux étudiants ont appris l'anglais, une langue privilégiée par Adam Czartoryski. Les meilleurs étudiants pouvaient poursuivre leurs études à Édimbourg et dans des universités anglaises. Michał Wiszniewski, qui deviendra plus tard professeur de logique, est l'un de ceux qui ont reçu une bourse pour étudier à Édimbourg.
Tadeusz Czacki rêve que l’école devienne une université. De nombreux donateurs l'aident financièrement : Charles Vadalin Mniszech, A. Chodkiewicz, Józef Czartoryski, Jan Stecki, J. Sanguszko. L'école dispose d'un observatoire astronomique moderne et d'excellents laboratoires. Le campus se trouve dans un jardin botanique riche de 8 350 espèces de plantes. Des semences sont distribuées gratuitement aux propriétaires des domaines agricoles de Volhynie.
Une répression impitoyable s’abat sur les provinces polonaises annexées de l’Est qui ont pris part au soulèvement de novembre 1830 : pendaisons, confiscations, déportations massives en Sibérie ou dans le Caucase déciment la noblesse polonaise ou polonisée des confins. La fermeture des écoles polonaises, de l’université de Wilno, du lycée de Krzemieniec inaugure la russification brutale. La bibliothèque du lycée est confisquée et transférée à la nouvelle université de Kiev. Même les célèbres jardins botaniques sont déplacés à Kiev.

### 1922-1938
Après la Première Guerre mondiale et la renaissance de l’État polonais, le lycée rouvre ses portes en 1922. Il acquiert rapidement la réputation d'une des meilleures institutions éducatives de l'Est de la Pologne. Il jouit d'un statut particulier en tant qu'entité distincte, doté de ses propres biens immobiliers. Ce n'était pas exclusivement une école secondaire, il comprenait trois jardins d'enfants, une école primaire, une école secondaire d'agriculture, un collège d'enseignants, deux collèges communautaires et une bibliothèque.
Le Plan Dalton y fut introduit en 1928.
L'école ne se limitait pas à Krzemieniec, mais comprenait des installations situées dans les comtés de Dubno et de Kowel. En 1935, les écoles comptaient environ 1 000 élèves et Krzemieniec est un centre culturel et éducatif majeur en Volhynie.

### Seconde Guerre mondiale
Après l'invasion de la Pologne par l'Union soviétique en septembre 1939, les autorités d'occupation russe ferment de nouveau l'école.
En 1941, 30 intellectuels polonais liés à l'école, principalement des enseignants, sont arrêtés et exécutés par les Allemands, sur la base d'une liste fournie par les nationalistes ukrainiens.

## Sources
- (pl) Anna Żukowska-Maziarska, « Liceum Krzemienieckie »
- (pl) INTERIA.PL, « KRZEMIENIECKIE LICEUM », sur interia.pl (consulté le 3 mars 2024)